# Frank Jonik
Francis „Frank“ Jonik (* 2. Dezember 1957; † 31. März 2019 in Sudbury, Ontario, Kanada) war ein kanadischer Snookerspieler.

## Karriere

### Anfänge und erste Profijahre
Nachdem Jonik 1977 im Achtelfinale der kanadischen Snooker-Meisterschaft an Kirk Stevens gescheitert war, nahm er 1978 an den Canadian Open teil, bei denen er dem späteren Finalisten Tony Meo unterlag.
gegen Cliff Wilson in der WM-Qualifikation.
Zur Saison 1979/80 wurde Jonik Profispieler, sodass er im Rahmen der Canadian Open gegen Jim Whittaker sein erstes Profispiel bestritt und mit 1:5 verlor. Im Rahmen der kanadischen Profimeisterschaft gelang ihm gegen Kevin Robitaille sein erster Profisieg, bevor er an Cliff Thorburn scheiterte. 
Auch in der nächsten Saison war Jonik ungesetzt, doch im Rahmen der Canadian Open besiegte er Jim Bear und Ex-Weltmeister John Spencer, bevor er erneut Kirk Stevens unterlag. Jonik beendete die Saison mit einer 6:9-Niederlage gegen Mike Hallett in der WM-Qualifikation. Durch den Wegfall der Canadian Open bestritt Jonik in der folgenden Saison lediglich ein Profispiel, das er mit 4:9 gegen John Bear im Rahmen der Qualifikation für die Snookerweltmeisterschaft verlor.

### Erfolgsjahre
Mit dem Start der Saison 1982/83 bekamen neben der Weltmeisterschaft auch die International Open und das neugründete Professional Players Tournament den Status eines Ranglistenturnieres zuerkannt. Nachdem er bei ersterem sein Auftaktspiel verloren hatte, besiegte er beim Professional Players Tournament den Waliser Doug Mountjoy, bevor er gegen Tony Meo verlor. Jonik schloss die Saison mit einer 4:10-Niederlage gegen Ray Edmonds in der WM-Qualifikation ab. Mit dem Beginn der nächsten Saison ergatterte Jonik erstmals einen Ranglistenplatz, für die kommende Saison war er auf dem 45. Weltranglistenplatz gelistet.
Direkt zum Start der Saison 1983/84 erreichte Jonik mit Siegen über Bob Chaperon, Jim Wych und Cliff Thorburn das Finale der kanadischen Profimeisterschaft, das er mit 8:9 gegen Kirk Stevens verlor. Nach einer Auftaktniederlage beim Professional Players Tournament im Decider gegen Mark Wildman erreichte er beim Classic nach einem Sieg die Runde der letzten 48, in der er jedoch Joe Johnson unterlag. Anschließend schied er in der Qualifikationsgruppenphase des International Masters aus, bevor er zum Saisonende sein Spiel in der WM-Qualifikation gegen Bernie Mikkelsen verlor. Auf der Weltrangliste verlor er elf Plätze und landete auf Rang 56.
Zu Beginn der nächsten Saison schied er nach einem Sieg über Bernie Mikkelsen im Halbfinale der kanadischen Profimeisterschaft aus, bevor er nach einem Sieg über Jack McLaughlin in der Runde der letzten 64 der International Open gegen Marcel Gauvreau verlor. Es folgten mehrere Auftaktniederlagen, bis er bei den British Open erneut Jack McLaughlin besiegte und anschließend an John Spencer mit 0:6 scheiterte. Zum Ende der Saison verlor er in der WM-Qualifikation gegen den Neuseeländer Dene O’Kane. Daraus resultierte ein Verlust von 26 Weltranglistenplätzen.

### Letzte Profijahre
Auch zum Start der Saison 1985/86 erreichte er das Halbfinale der kanadischen Profimeisterschaft, wo er nach einem Sieg über Bernie Mikkelsen an Bob Chaperon scheiterte. Doch anschließend verlor er bis zum Ende der Saison alle Auftaktspiele, so auch in der WM-Qualifikation – erneut gegen Bob Chaperon. Auf der Weltrangliste verlor er deshalb weitere 26 Plätze.
Zum Start der nächsten Saison erreichte er mit Siegen über Gino Rigitano und Bob Chaperon erneut das Halbfinale der kanadischen Profimeisterschaft, wo er diesmal gegen Cliff Thorburn verlor. Nach mehreren frühen Niederlagen zog er beim Classic mit Siegen über Steve James und Tony Drago in die erste Hauptrunde ein, wo er sich Barry West geschlagen geben musste. Zum Saisonende verlor er die letzten beiden Auftaktspiele, dennoch machte er auf der Weltrangliste drei Plätze gut.
Zu Beginn der Saison 1987/88 erreichte er nach einem whitewash über Wayne Sanderson das Viertelfinale der kanadischen Profimeisterschaft, wo er gegen Mario Morra verlor. Kurz darauf scheiterte er in der letzten Qualifikationsrunde vom Grand Prix nach einem Sieg über Nigel Gilbert an Tony Chappel, bevor er erneut eine Auftaktniederlagen einstecken musste. Schließlich besiegte er beim Classic den Engländer John Dunning, bevor er gegen Mark Wildman verlor. Doch erneut verlor er die restlichen Auftaktspiele der Saison, sodass er auf der Weltrangliste elf Plätze verlor.
Im Laufe der nächsten Saison bestritt er lediglich im Rahmen der kanadischen Profimeisterschaft ein Spiel, das er gegen Cliff Thorburn verlor. Dem zufolge verlor er seine Weltranglistenplatzierung und bestritt keine Spiele mehr, obwohl er bis 1992 als Profispieler gelistet war.
Am 31. März 2019 starb Jonik im Alter von 61 Jahren in Sudbury. Er hatte zwei Schwestern und einen Bruder.

## Spielstil
Jonik erlernte seinen schnellen und harten Spielstil im Normandy Billiard room, wo neben den Amateuren Gabe Tarini und Roger Fernette auch die Profis Cliff Thorburn und Bob Chaperon spielten.

## Erfolge
| Ausgang                        | Jahr | Turnier                            | Finalgegner  | Ergebnis |
| ------------------------------ | ---- | ---------------------------------- | ------------ | -------- |
| Nationale Profimeisterschaften |      |                                    |              |          |
| Zweiter                        | 1983 | Canadian Professional Championship | Kirk Stevens | 8:9      |